# Петриківська селищна територіальна громада
Петриківська селищна територіальна громада — об'єднана територіальна громада в Україні, у Дніпровському районі Дніпропетровської області. Адміністративний центр — смт Петриківка.
Площа громади — 167 км², населення — 8683 мешканці (2018).

## Історія
Громада утворена 20 квітня 2017 року шляхом об'єднання Петриківської селищної ради та Хутірської сільської ради Петриківського району.
12 червня 2020 року до громади приєднана Єлизаветівська сільська рада.
19 липня 2020 року, в результаті адміністративно-територіальної реформи та ліквідації Петриківського району, громада увійшла до складу Дніпровського району.

## Населені пункти
До складу громади входять 2 смт (Курилівка, Петриківка) та 17 сіл: Гречане, Єлизаветівка, Іванівка, Клешнівка, Кулішеве, Куліші, Лобойківка, Мала Петриківка, Плавещина, Радісне, Сорочине, Сотницьке, Судівка, Улянівка, Хутірське, Чаплинка та Шульгівка.